# Matrimonio igualitario en Italia

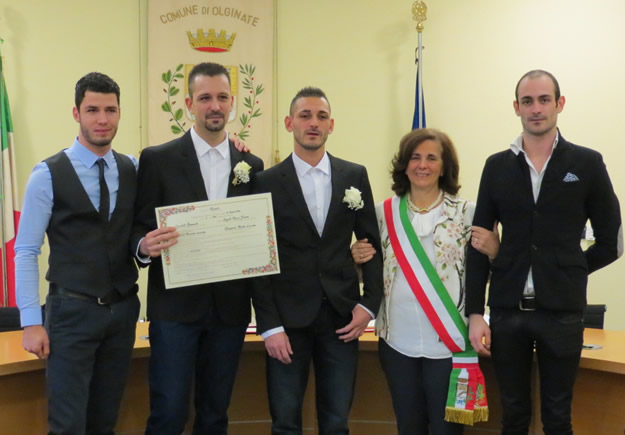
Celebración de la unión civil tras la aprobación de la ley

El matrimonio igualitario en Italia no es legal. Sin embargo, la unión civil fue aprobada a nivel nacional el 20 de mayo de 2016. Actualmente, tanto la mayoría de la coalición de derechas Casa de las Libertades, como el partido de centro Unión de los Demócratas Cristianos y de Centro y la Iglesia católica están a favor, mientras que el Partido Democrático (centroizquierda) se encuentra dividido.
De todas maneras, en algunas ciudades como Bolzano y Padua se han otorgado certificaciones municipales de estado de familia "por vínculos afectivos" a parejas homosexuales.

## Historia
En 1986, el Grupo Interparlamentario de Mujeres Comunistas y Arcigay, por primera vez plantearon la cuestión de las uniones civiles en el parlamento italiano. Esta fue dirigida por Salvato Ersilia en el Senado italiano, y por Romano Bianchi y Bottari Angela en la cámara baja, que en conjunto trataron de introducir la idea de la legislación. En 1988, tras la presión ejercida por Arcigay, Alma Cappiello Ágata (abogada y parlamentaria socialista), presentó el primer proyecto de ley en el parlamento (PdL N. 2340, Directiva sobre la familia de hecho, 12 de febrero de 1988), pidiendo el reconocimiento de la convivencia entre las "personas". El proyecto de ley fracasó, pero la propuesta de Cappiello recibió amplia cobertura de la prensa (donde algunos periodistas hablaron sobre una segunda clase de matrimonio), y reconoció por primera vez la posibilidad de las uniones homosexuales.
Durante la década de 1990 una serie de proyectos de ley de unión civil, desencadenados por la discusión en el Parlamento Europeo sobre la igualdad de derechos para los homosexuales en el matrimonio y la adopción, se presentaron con regularidad y fueron todos rechazados en el Parlamento.
Durante la sesión parlamentaria XIII, por lo menos diez proyectos de ley fueron presentados por Nichi Vendola, Luigi Manconi, Gloria Buffo, Salvato Ersilia, Cioni Graziano, Antonio Sosa, Luciana Sbarbati, Antonio Lisi, Anna Maria De Luca, y Mauro Paissan. Ninguno de ellos alguna vez lo logró someter a discusión, al menos en parte debido a la influencia explícita y enérgica oposición de la jerarquía católica, que estaba a menudo detrás de la coalición gobernante democristiana, e intervenía en la discusión política.
El 8 de julio de 2002, Franco Grillini introdujo un proyecto de ley en el Parlamento, basado, en un principio, en la legislación existente entonces en Dinamarca. Sin embargo, finalmente decidieron basarse en la legislación francesa, debido a la unión civil realizada el 21 de octubre de 2002 entre Alessio De Giorgi y Christian Pierre Panicucci en la Embajada de Francia en Roma. Ese mismo día Grillini presentó el proyecto de ley en el parlamento, pero no obtuvo el apoyo de 161 parlamentarios de la centro-izquierda.
En septiembre de 2003 el Parlamento Europeo aprobó una nueva resolución sobre los derechos humanos contra la discriminación por motivos de orientación sexual. Cada Estado miembro tenía que confirmar que iba a trabajar para abolir toda forma de discriminación, ya se de forma legislativa o de facto. Durante una sesión del Parlamento, Franco Grillini intentó nuevamente debatir la introducción de las PACs. 

### Segundo gobierno de Romano Prodi
Romano Prodi llegó al poder en 2006 después de unas ajustadas elecciones que dieron como vencedora, con un estrecho margen, a la coalición de centro-izquierda La Unión, provocando así que La Casa de las Libertades, liderada por Silvio Berlusconi tuviese que dejar el poder. Una de las propuestas de una parte de la coalición de centro-izquierda, formada por liberales, socialdemócratas, ecologistas y comunistas era dar carácter legal a las parejas de hecho, incluyendo a gais y lesbianas. A principios de febrero de 2007, el consejo de ministros dio vía libre por unanimidad a las uniones de hecho en Italia, tras aprobar un proyecto de ley que incluye a las parejas homosexuales, sin embargo, esta ley tendrá que ser apoyada por el Parlamento, para entrar en vigor, por unanimidad de los presentes, pues el ministro de justicia, Clemente Mastella no acudió a dicho consejo "porque para nosotros la familia es la fundada en el matrimonio, como lo prevé la Constitución".
Y, puesto que la coalición abarca una gran cantidad de partidos políticos, estos han tomado diferentes posiciones respecto a la regularización, estando a favor los más izquierdistas y oponiéndose los católicos centristas, como ha quedado visto más arriba, con situaciones como la ausencia del ministro de justicia al consejo de ministros en el que se dio vía libre a las uniones homosexuales.
La situación se complicó tras la crisis que sufrió el ejecutivo italiano a finales de febrero de 2006. Después de la dimisión de Prodi y de sus ministros, Prodi lanzó 12 puntos no negociables para mantener el gobierno italiano, entre los cuales se encontraba el apoyo a la familia y donde no se contemplaban las uniones civiles.

### Cuarto gobierno de Silvio Berlusconi
Silvio Berlusconi ganó las elecciones de 2008 por amplia mayoría debido a la alianza entre El Pueblo de la Libertad y la Liga Norte), y sin ninguna promesa de campaña para mejorar los derechos de las parejas del mismo sexo. En septiembre de 2008 algunos de sus diputados (como Renato Brunetta, ministro de Innovación y Administraciones Públicas, Lucio Barani y Francesco de Luca) declararon su intención de actuar de forma independiente y presentar una legislación al Parlamento. El proyecto de ley (Ley C.1756) se llamó DiDoRe (Diritti e DOveri di REciprocità dei conviventi: Derechos y Deberes Mutuos de los Convivientes), la propuesta, de haberse aprobado, no hubiera previsto un sistema de registro público.
En 2009 una pareja homosexual, desde Venecia demandó a la administración local por negarles una licencia de matrimonio. En abril de 2009 el Tribunal de Venecia envió el caso al Tribunal Constitucional, planteando un posible conflicto entre el Código Civil, que no permite el matrimonio entre personas del mismo sexo, el artículo 3 de la Constitución italiana, que prohíbe cualquier tipo de discriminación, y el artículo 29, que establece una ambigüedad en la definición del matrimonio. El Tribunal Constitucional dictaminó el 14 de abril de 2010 que la prohibición legal de matrimonios del mismo sexo no es una violación de la Constitución.

### Reconocimiento judicial a las parejas del mismo sexo
En un histórico fallo, la Corte de Casación italiana declaró el 15 de marzo de 2012, que las parejas del mismo sexo tienen el mismo derecho a una vida familiar como las parejas heterosexuales casadas, y agregó que el Poder Judicial les concederá los mismos derechos que gozan en virtud del matrimonio, en una ley, caso por caso. A pesar de que las sentencias del Tribunal no son vinculantes y solo afectan al caso resuelto, los tribunales inferiores pueden encontrar estos juicios persuasivos. Considerando que el Parlamento es libre de establecer uniones entre parejas del mismo sexo o no, la sentencia allana el camino para este tipo de uniones como equivalentes al matrimonio en todo menos el nombre, y para los jueces a reconocer los derechos individuales a las parejas que viven juntas. El recurso presentado en el tribunal de Reggio Emilia, emitió un fallo mediante el cual le concedió el derecho de residencia al cónyuge uruguayo de un ciudadano italiano, con el que contrajo matrimonio en España, en 2010.

## Registros de Uniones civiles
Hasta 2013, 133 municipalidades y ciudades a lo largo de Italia han introducido registros de uniones civiles (italiano:registro delle unioni civili) que formalmente reconocen parejas del mismo sexo. Estos registros son mayormente de valor simbólico, en algunos casos tienen beneficios muy limitados, y solo a nivel local. Las ciudades más importantes que ofrecen los registros de uniones civiles incluyen a Bolonia, Padua, Florencia, Pisa y Bolzano.
Por otra parte, varios gobiernos regionales han introducido registros simbólicos para parejas del mismo sexo:
- Toscana: desde el 17 de julio de 2004.
- Umbría: desde el 29 de julio de 2004.
- Emilia-Romaña: desde el 14 de septiembre de 2004.
- Campania: desde el 19 de septiembre de 2004.
- Marcas: desde el 6 de diciembre de 2004.
- Véneto: desde el 1 de marzo de 2005.
- Puglia: desde el 9 de diciembre de 2005.
- Lacio: desde el 14 de diciembre de 2005.
- Liguria: desde el 16 de marzo de 2006.
- Abruzzo: desde el 20 de abril de 2006.

## Reconocimiento religioso
Pese a la férrea oposición de la Iglesia católica, la religión mayoritaria de los italianos, para permitir cualquier tipo de unión entre parejas homosexuales, existen otras iglesias, como la Iglesia evangélica valdense, que fue la primera denominación cristiana en el país en aprobar la bendición a parejas del mismo sexo en 2010. Por su parte, la Iglesia Evangélica Luterana en Italia aprobó las bendición de uniones homosexuales en su sínodo de 2011.

## Críticas
Estos proyectos gubernamentales han provocado que la Iglesia católica criticase duramente la propuesta, un ejemplo es lo que dijo el Cardenal Poletto a Radio Vaticano:

inexplicable sin la inspiración del Maligno

La Santa Sede y los episcopados locales:

un mayor sostén a la familia legítima fundada en el matrimonio, en acuerdo con el dictado constitucional, mediante la remoción de obstáculos de orden práctico, jurídico y fiscal que alejan a los jóvenes del matrimonio y la generación de hijos

No existen motivos para crear un modelo legislativamente preconstituido, que inevitablemente configuraría algo semejante a un matrimonio, donde a los derechos no corresponderían iguales deberes

## Opinión pública
Según la encuesta del Eurobarómetro realizada entre septiembre y octubre de 2006, tan sólo el 31% de los italianos apoyaba la legalización, un porcentaje bastante inferior al 44% del total de la Unión Europea, aun así ocupa el 14º puesto (de 27) que más a favor está de su regularización, aunque comparado con los Estados de la eurozona, está lejos del 48% de Francia, el 52% de Alemania, el 56% de España o el 82% de los Países Bajos.
Según otra encuesta realizada en febrero de 2007, el 67% de los católicos italianos respaldaron el proyecto de ley propuesto por la coalición de Prodi, y el 80% de los italianos dijeron que apoyaban la ley.
Durante una protesta el 13 de enero de 2007, 50.000 activistas LGBT, según la policía, se manifestaron en la Ciudad del Vaticano a favor de la creación de una nueva ley que regule uniones entre parejas del mismo sexo.
El 16 de junio de 2007, la Marcha del Orgullo Gay de Roma alcanzó un récord de asistencia de alrededor de 1.000.000 manifestantes.
Según una encuesta realizada a principios de 2009 mostró que 40,4% de los italianos apoyaban el matrimonio civil entre personas del mismo sexo, mientras que el 18,5% apoyaba las uniones civiles, pero no el matrimonio. Así, el 58,9% de los encuestados apoyaba alguna forma de reconocimiento de uniones para las parejas del mismo sexo. La única área con apoyo mayoritario fue en el noroeste (Piamonte y Liguria, donde el 54,8% estaban a favor de ella). Sin embargo, en todas las otras regiones italianas, exceptuando las islas, la mayoría apoya alguna forma de reconocimiento para las parejas homosexuales. Entre los que se consideran de izquierda, el 66,5% apoya los matrimonios entre personas del mismo sexo. La misma encuesta se repitió en enero de 2010. El 41.0% de los encuestados admitía ahora el matrimonio homosexual, con un 20,4% de apoyo para las uniones civiles. Por lo tanto, el apoyo a algún tipo de reconocimiento para las parejas del mismo sexo se elevó a 61,4%.